# La Comtesse de Hong-Kong
Pour plus de détails, voir Fiche technique et Distribution.
La Comtesse de Hong-Kong (A Countess from Hong Kong) est un film britannique, le dernier réalisé par Charlie Chaplin, sorti sur les écrans en 1967.

## Synopsis
Ogden Mears est un ambassadeur américain qui découvre, cachée dans sa cabine de bateau, une comtesse russe. Elle veut aller aux États-Unis. Mears va tomber amoureux, mais sa femme l'attend à Hawaï. 

## Fiche technique
- Titre : La Comtesse de Hong-Kong
- Titre original : A Countess from Hong Kong
- Réalisateur : Charlie Chaplin
- Scénariste : Charlie Chaplin
- Musique originale : Charlie Chaplin
- Sociétés de production : Universal Pictures et Charles Chaplin Productions
- Producteurs : Charlie Chaplin et Jerome Epstein
- Lieu de tournage :  Pinewood Studios, Iver Heath, Buckinghamshire
- Directeur de la photographie : Arthur Ibbetson   Technicolor
- Décors : Vernon Dixon
- Montage : Gordon Hales
- Genre : Comédie romantique
- Durée : 116 minutes
- Format : Couleur — 35 mm — 1,85:1
- Dates de sortie :
  - Royaume-Uni : 5 janvier 1967 (première mondiale à Londres)
  - États-Unis : 15 mars 1967
- Affiche : Jean Mascii (France)

## Distribution
- Marlon Brando (VF : Georges Aminel) : Ogden Mears
- Sophia Loren (VF : Claude Gensac) : comtesse Natasha Alexandroff
- Tippi Hedren (VF : Jacqueline Ferrière) : Martha Mears
- Margaret Rutherford (VF : Lita Recio) : miss Gaulswallow
- Sydney Chaplin (VF : Jean-Claude Michel) : Harvey Crothers
- Géraldine Chaplin : une jeune femme qui danse avec Ogden Mears (bal sur le bateau)
- Patrick Cargill (VF : Jacques Beauchey) : Hudson
- Michael Medwin (VF : Jacques Balutin) : John Felix
- Oliver Johnston (VF : Fernand Fabre) : Clark
- Charlie Chaplin (VF : Jean-Henri Chambois) : Le steward victime du mal de mer dans le paquebot
- Angela Scoular (VF : Arlette Thomas) : une jeune mondaine
- John Paul (VF : André Valmy) : le commandant
- Bill Nagy (VF : René Bériard) : Crawford
- Dilys Laye (VF : Paule Emanuele) : la vendeuse de vêtements
- Angela Pringle (VF : Martine Sarcey) : la baronne Kovanotchi
- Jenny Bridges (VF : Claude Chantal) : la comtesse Okinov
- Burnell Tucker (VF : Daniel Crouet) : le réceptionniste de l'hôtel
- Leonard Trolley (VF : Jacques Marin) : le commissaire de bord
- Len Lowe (VF : Jean-Henri Chambois) : l'électricien
- Jerome Epstein (VF : Georges Atlas) : le barman
- Ronald Rubin (VF : Serge Sauvion) : un marin
- Michael Spice (VF : Jean Lagache) : un marin

## Autour du film
- Il s'agit du dernier film de Charlie Chaplin et de son seul film en couleurs.
- Le film marque le retour de Tippi Hedren au cinéma trois ans après Pas de printemps pour Marnie. En effet, la dernière blonde d'Alfred Hitchcock avait racheté son contrat au réalisateur après qu'il lui eut fait des avances qui furent un calvaire pour elle. Au début, l'actrice avait de grandes ambitions avec ce film, jusqu'à ce qu'elle découvre le scénario. Quand elle s'est rendu compte qu'elle n'avait qu'un rôle court, celui de la femme divorcée de Marlon Brando, elle a demandé à Chaplin d'étendre son rôle. Bien que le réalisateur ait essayé de l'accommoder, il n'a pas pu ; l'histoire a surtout lieu sur un bateau, et le personnage d'Hedren ne monte à bord que vers la fin du film. L'actrice a finalement accepté de jouer et a déclaré que cela avait été « un vrai plaisir de travailler avec Chaplin. »

Comme pour L'Opinion publique (1923), Chaplin ne jouera pas le rôle principal dans son dernier film ; il se contentera d'une courte apparition en incarnant un steward travaillant sur un navire et qui a... le mal de mer !
- Le thème du film, This is my song (C'est ma chanson), a été écrit par Chaplin et interprété par Petula Clark
- La Comtesse de Hong-Kong a été un échec lors de sa sortie. Il fut grandement apprécié par le critique Éric Rohmer. Il fut reconnu plusieurs années plus tard comme l'un des meilleurs Chaplin[1].
- Chaplin avait envisagé de faire travailler Louis de Funès sur ce film.[réf. souhaitée]